# Mick Taylor
Michael ”Mick” Kevin Taylor (født 17. januar 1949 i Welwyn Garden City, Hertfordshire) er en engelsk musiker, der bedst er kendt for sin tid som guitarist i The Rolling Stones i årene 1969-1974.
Han har spillet med en række andre bands, herunder John Mayall & the Bluesbreakers, samt udgivet flere plader i eget navn.

## Biografi

### Begyndelse
Mick Taylor voksede op i Hatfield, Hertfordshire, hvor han begyndte at spille guitar som 9-årig. Som teenager dannede han band med sine skolekammerater, og de begyndte at optræde under navnet The Juniors (eller The Strangers). De optrådte også på fjernsyn og udgav en single.
Nogle fra bandet blev senere optaget i et nyt band, der hed The Gods, hvor også Ken Hensley var med. I 1966 var The Gods opvarmningsband for Cream på Starlite Ballroom i Wembley.
Da Taylor var 16 år, i 1965, var han sammen med sine venner fra bandet til en Collegekoncert, hvor de så John Mayall & the Bluesbreakers i Hatfield. Eric Clapton kom af en eller anden grund ikke, og efter Taylor havde henvendt sig til Mayall under deres pause endte han med at optræde i stedet for Eric Clapton i anden halvdel af koncerten som guitarist.
Taylor begyndte at blive kendt som et musikalsk vidunder, og blev spurgt om han ville være med i Bluesbreakers efter Peter Green afgang i 1967. Før han var fyldt 18 havde han turneret og indspillet sammen med dem. Det blev også til at album Crusade sammen med den engelske pioner John Mayall fra John Mayall & the Bluesbreakers.
Fra 1966 til 1969 udviklede Taylor en guitarstil, der var bluesinspireret men også havde elementer fra latin og jazz. Han blev også anerkendt som en af de mest lovende slideguitarister.

### The Rolling Stones
Da The Rolling Stones ville på tour i Nordamerika i 1969 kunne problemerne med deres grundlægger og guitarist Brian Jones ikke ignoreres. Brian Jones' dom for brug af ulovlige stoffer forhindrede ham i at få et visum, der ville havde gjort det muligt for ham at turnere i USA, dette og hans manglende evne til at samarbejde generelt havde stødt ham ud af gruppen. Dette ville have gjort en tour svær, hvis ikke umuligt. Jones blev fyret tidligt i juni 1969, og led druknedøden den 3. juli 1969.
Mick Jagger ville ikke afholde audition for at finde en erstatning, og den måde Taylor blev medlem på var fuldværdig anderledes end den måde Ron Wood blev det på fem et halv år senere. Mick Jagger spurgte simpelthen John Mayall til råds. Mick Taylor blev anbefalet, og Jagger inviterede ham til studiet for at være med til at indspille. Taylor ankom og troede at de bare havde brug for hjælp, men efter et stykke tid fandt han ud af at han var til prøve om at blive deres guitarist. Taylor overdubbede to sange "Country Honk" og "Live with Me" fra 1969 albummet Let It Bleed. Dette imponerede Keith Richards og Jagger så meget at de sagde ses i morgen før han forlod studiet den første dag. 
The Stones var i gang med at øve Stevie Wonders I Don’t Know Why (I Love You) da Jagger tog telefonen, og bagefter kunne informerer bandet omkring Jones' død.
Efter touren i 1969 udviklede Mick Jagger og Mick Taylor en måde at samarbejde på når Keith Richards var ukampdygtig, hovedsagelig på grund af hans stigende forbrug af stoffer. Jagger og Taylor skrev og indspillede sange som "Sway", "Moonlight Mile, "Winter" og "Time Waits for No One", men Taylor fik ikke kredit for sit arbejde. Dette resulterede i at Taylor blev mere og mere misfornøjet jo mere han arbejdede sammen med bandet, fordi det stod klart at han altid ville være den nederste.
Til dags dato har Taylor kun modtaget anerkendelse for at være medskriver på to sange, nemlig sangene "Ventilator Blues" (Jagger/ Richards/Taylor)  og "Stop Breaking Down" (Jagger/Richards/Wyman/Watts/Taylor) . Begge sangene var fra albummet Exile On Main St.. Den sidste nævnte blev siden hen trukket tilbage efter en retssag fra Robert Johnson fonden.
Lige før udgivelsen af albummet It's Only Rock 'n' Roll i oktober 1974 blev Taylor interviewet af Nick Kent, hvor han stolt fortalte om albummet og specielt to sange, "Till The Next Goodbye" og "Time Waits for No One" som han havde skrevet sammen med Jagger. Da Kent så viste Taylor pladecoveret stod det klart, endnu en gang, at Taylor ikke havde fået værdsættelse for sit arbejde, hvortil Taylor svarede ”Vi får se”.
The Stones samlede sig til et forretningsmøde i syd Frankrig i november 1974, og ifølge Bill Wyman blev Jagger og Taylor uenige den allerførste dag, over anerkendelse af sangene og accept af Taylors rolle i bandet, og Taylor forlod derefter mødet.
I december 1974 chokerede Taylor hele musikverdenen, da han annoncerede at han ville forlade The Stones.  Som rygtet fortæller var The Stones til en fest, da Taylor fortalte Jagger at han ville stoppe, hvorefter han forlod festen.
The Stones skulle i gang med at indspille et nyt album i München, Tyskland da dette skete. Jagger tog nyheden meget professionelt, men Keith Richards beklagede sig over Taylor afgang, da han følte at det var et meget ubelejligt tidspunkt at gøre det på.
Den manglede anerkendelse for sangskrivning var ikke den eneste grund til hans beslutning. Mens indspilningerne af albummet Exile On Main St. stod på i syd Frankrig voksede eksperimenterne af stoffer, specielt kokain og heroin, hos Keith Richards og hans daværende kæreste Anita Pallenberg, Bobby Keys, Nicky Hopkins, Gram Parson og Taylor til det yderste (dette beskriver forskellige kilder i forskellige bøger som Rolling With The Stones af Bill Wyman, og bøger af Philip Kamin, John Carr og Barbera Charone]. Dette ledte til et meget usundt klima omkring bandet, der desuden var omgivet af drevne spekulanter, og allerede tidligt i 1972 begyndte Mick Taylor at snakke om at ”flygte” fra The Stones.
Vigtig var også at efter den europæiske tour i 1973 så fremtiden for The Rolling Stones ikke lovende ud. Med Keith Richards der var mere og mere ødelagt af stoffer og den voksende afstand mellem ham og Mick Jagger, plus at musiksmagen ikke var til blues og rock mere, så det ud til at The Stones ville bryde sammen som band.
Da Taylor blev betragtet som en af de bedste guitarister i verden, forventede han at han ville kunne få en solokarriere lige som Eric Clapton.
Efter Taylor stoppede blev resten af The Rolling Stones meget hemmelighedsfulde og indelukkede omkring ham. Mick Jagger var, i et interview med Jan Wenner fra Rolling Stone i 1995, lige ved at indrømme at årene sammen med Taylor havde været de musikalsk bedste. Jagger sagde også, at Taylor aldrig rigtig havde fortalt dem hvorfor han havde forladt dem, men formodede at ”Taylor ville have en solokarriere. Jeg tror han syntes at det var svært at være sammen med Keith.” Charlie Watts udtaler ”Han var sådan en vidunderlig musiker, meget bedre end nogle af os andre. Men han troede han kunne skrive og producere ligesom Mick og Keith, men der kom ikke noget fra ham efter han gik,” og Keith Richards tilføjer, at Taylor er ”Fantastisk guitarist, men desværre er det også det eneste han er”.
Til trods for de hårde udtagelser læger tiden alle sår, og Taylor optrådte på sangen I Could Have Stood You Up, fra Keith Richards første solo album Talk Is Cheap.
Den 14. december 1981 optrådte Mick Taylor på scenen, næsten gennem hele showet, sammen med The Rolling Stones til Kemier Arena i Kansas City , og til et Mick Taylor Show (i Lone Star Cafe) den 28. december 1986 optrådte Keith Richards på scenen sammen med Taylor hvor de sang Key To The Highway og Can’t You Hear Me Knocking .
Da The Stones blev optaget i Rock and Roll Hall of Fame var det sammen med Mick Taylor i 1989. Brian Jones og Ian Stewart var også til stede gennem Mick Jaggers tale.
Taylor arbejdede desuden sammen med Bill Wyman på Wymans projekt The Rhythm Kings i de tidlige 1990'ere.

### Solokarriere
I 1973 var Taylor også med til at gøre Mike Oldfield berømt, da han optrådte live med Tubelar Blues i Queen Elizabeth Hall i juni. Taylor blev bedt om hjælp at Richard Branson, fordi Mike Oldfield var den første der skrev kontrakt med Virgin Records, men han var stadig ukendt. Mick Jagger overværede Tubelar Blues, Taylor og præsenterede han bagefter for Richard Branson. Taylor optrådte også en enkelt gang med Oldfield til en BBC-koncert i november 1973.
Efter at Taylor var stoppet i The Rolling Stones, spurgte Jack Bruce om han ville være med i en ny gruppe sammen med Carla Bley og Bruce Gary. Bandet blev samlet for at øve i London 1975. Men fordi tourdatoerne allerede var aftalt til slutningen af det efterfølgende år, var der ikke meget tid til at skrive nyt materiale, og det stod hurtigt klart at i Jack Bruces øjne skulle touren handle om hans tre soloalbums.
Bandet turnerede i Europa, men blev smidt ud mange steder af forskellige grunde (mest på grund af deres enorme stofmisbrug) før de kunne få at komme tilbage til studiet for at lave et album. i maj 2003 blev der dog udgivet, af Polydor, et dobbelt livealbum, der var optaget på Manchester Free Trade Hall den 1. juni 1975. Udgivelsen kom efter at der var blevet fundet nogle bånd oppe på et loft. Dette, og deres koncert på Old Grey Whistle Test, er det eneste materiale der er tilgængelig fra gruppen, ekstraordinært med trommeslageren Bruce Gary (en ven af Taylor). Bruce døde i Los Angeles den 22. august 2005, 55 år gammel. 
Fra midten af 1970'erne til et stykke inde i 1980'erne herskede der et ekstremt usundt miljø i musikverdenen. Dette kunne være en af grundene til at han distancerede sig fra scenen efter han begyndte, at arbejde på sit første soloalbum. Han udviklede sine egne musikalske ideer, skrev sangene og fandt musikkerne. Han forsatte derefter med at indspille og producere sangene til albummet. Udover selv at synge og spille guitar på sangene, spillede han også bas og keyboard.
Taylor arbejdede sammen med den amerikanske guitarist Lowell George og hans band Little Feat, hvor han gæsteoptrådte til deres koncert på Rainbow Theatre i London, og Mick var også på deres album Waiting For Columbus.
Han samarbejdede også sammen med den franske trommeslager Pierre Moerlen og hans band Gong, Miller Anderson, Alan Merrill og mange andre. Han var med på mange af indspilningerne til John Phillips første solo album, der forgik i London i anden halvdel af 1970erne. Dette første til at Keith Richards, Jagger og Taylor begyndte at arbejde sammen om nogle numre. (Atlantic Records fik stoppet dette samarbejde, inden der nåede at komme noget officielt ud af det. Men der findes dog en uofficiel udgave af Half Stoned. Årtier senere blev de originale bånd reddet og lavet, så der udkom et album i 2002 under navnet Pay Pack And Follow).
I 1975 og 1976 bidrog Mick Taylor også til soundtracket The Man Who Fell To Earth af Nicolas Roeg hvor David Bowie medvirkede.
I 1979, fire år efter han havde forladt The Stones, blev Taylors første soloalbum, med titlen Mick Taylor , udgivet af CBS. Albummet blev rost af anmelderne, men kunne ikke have været udgivet på at dårligere tidspunkt. Taylors nye materiale var hovedsagelig jazz, rock og latin, men året 1979 var det punk og New Wave der var in. Alligevel var det hans eneste album, der kom på chartlisterne både i USA og Europa. Det nåede en 119. plads på Billboard tidligt i august, hvor den blev i fem uger på top 200. Pladeselskabet fortalte Taylor at han skulle promovere pladen ved at besøge de amerikanske radiostationer. Taylor ville hellere samle et nyt band, og tage på tour, da han mente at det var den bedste måde at få nye mennesker til at lytte til sine sange. Men denne plan blev ikke støttet af pladeselskabet.
Frustreret over denne situation tog Taylor en pause, og holdt bevidst lav profil i omkring et år. Han var flyttet til den amerikanske østkyst for at promovere sit soloalbum, og boede i det hus hvor The Great Gatsby blev filmet (på Long Island).
I 1981 turnerede han i Europa og USA sammen med Alvin Lee. Han brugte den meste af 1982 – 1983 på landevejen sammen med sin gamle mentor John Mayall til en såkaldt genforeningstour sammen med John McVie og Colin Allen. Det var under denne tour at Bob Dylan dukkede på backstage på The Roxy i London, fordi han ville møde Mick Taylor.
Det var måske Taylors andet mest kendte arbejde, der kom ud af samarbejdet med Bob Dylans album Infidels, hvor Taylor spillede sammen med Mark Knopfler, men også Sly Dunbar og Robbie Shakespeare. Taylor boede hele dette årti i New York, hvilket viste sig at være en meget dyster periode for ham.
Ham kæmpede med at få styr på de misbrug han havde fra årtiet før, for at komme tilbage i anden halvdel af 1980'erne, og han flytte de til Los Angeles i 1990'erne.
I slutningen af 1980'erne og starten af 1990'erne lykkedes det Taylor at komme på rette spor ved at lave noget studiearbejde, og tage på tour i Europa og USA med et band hvor Max Middleton (tidligere i Jeff Beck Group), Shayne Fontayne og Blondie Chaplin (nu backup musiker for The Rolling Stones) var med.
Taylor flyttede tilbage til England i midten af 1990'erne. Han syntes aldrig at havde accepteret at være en forhenværende Rolling Stones, før han udgav sit nye album, A Stone Throw i 2000.
Han spiller nu i klubber og på teatre, og optræder nogle gange til festivaler. Det har givet han et stabilt publikum, og fanskare.

### Privatliv
Den 6. januar 1971 fødte Taylors første kone Rose Miller, datteren Chloe i London.